# Tilleul-Dame-Agnès
Pour les articles homonymes, voir Tilleul (homonymie).
Le Tilleul-Dame-Agnès redirige ici.
Tilleul-Dame-Agnès (nom officiel) appelée localement Le Tilleul-Dame-Agnès, est une commune française située dans le département de l'Eure, en région Normandie.

## Géographie
Cette commune se situe sur le plateau du Neubourg.
D'anciennes marnières s'affaissent de temps à autre dans les champs et sous les maisons, provoquant respectivement des trous et des fissures voire l'effondrement du bâtiment.

### Hydrographie
La commune est située dans le bassin Seine-Normandie. Elle n'est drainée par aucun cours d'eau,.

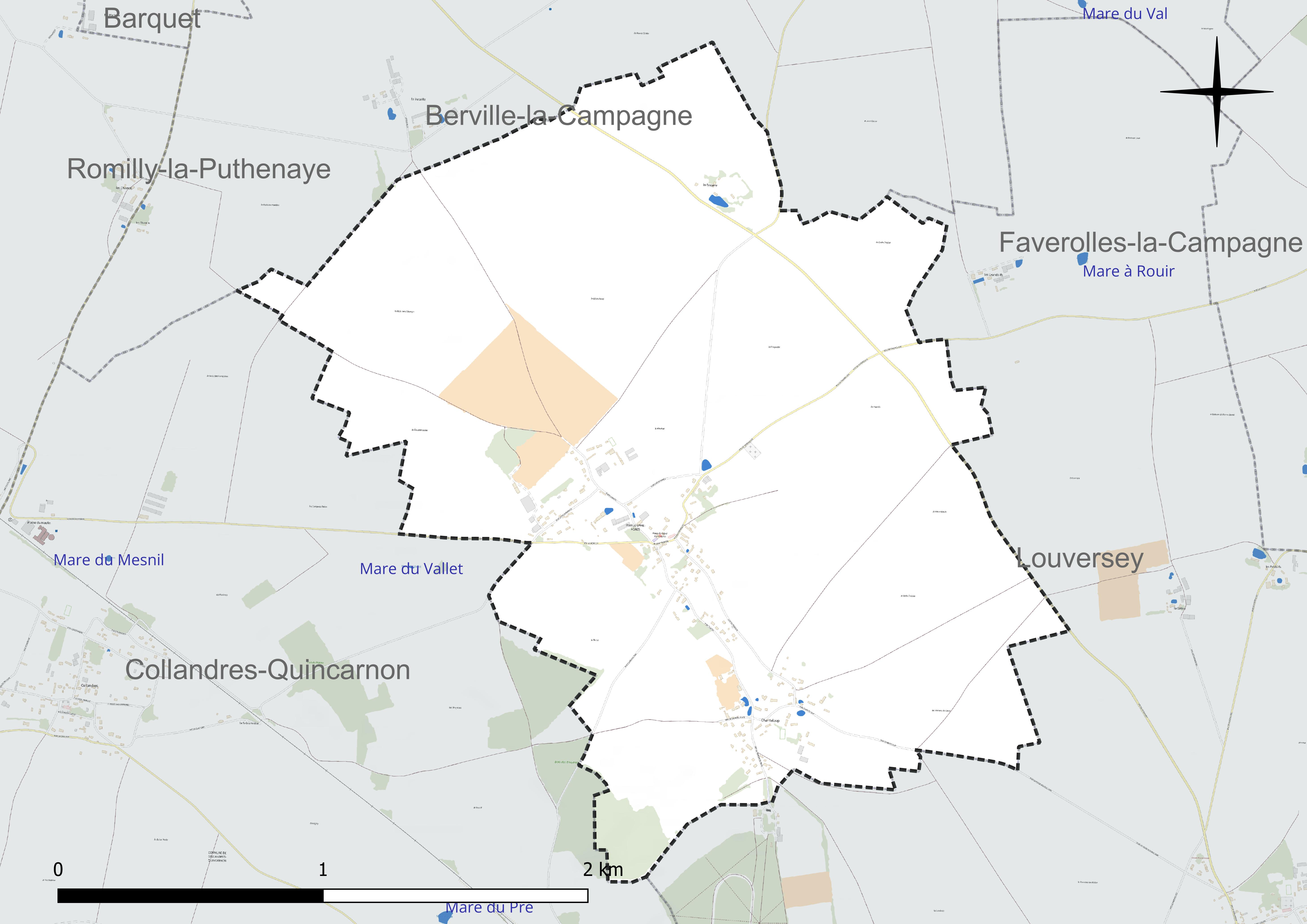
Réseau hydrographique de Tilleul-Dame-Agnès.

### Climat
Pour des articles plus généraux, voir Climat de la Normandie et Climat de l'Eure.
En 2010, le climat de la commune est de type climat océanique dégradé des plaines du Centre et du Nord, selon une étude du CNRS s'appuyant sur une série de données couvrant la période 1971-2000. En 2020, Météo-France publie une typologie des climats de la France métropolitaine dans laquelle la commune est exposée à un climat océanique et est dans la région climatique  Côtes de la Manche orientale, caractérisée par un faible ensoleillement (1 550 h/an) ; forte humidité de l’air (plus de 20 h/jour avec humidité relative > 80 % en hiver), vents forts fréquents. Parallèlement le GIEC normand, un groupe régional d’experts sur le climat, différencie quant à lui, dans une étude de 2020, trois grands types de climats pour la région Normandie, nuancés à une échelle plus fine par les facteurs géographiques locaux. La commune est, selon ce zonage, exposée à un « climat des plateaux abrités », correspondant aux plaines agricoles de l’Eure, avec une pluviométrie beaucoup plus faible que dans la plaine de Caen en raison du double effet d’abri provoqué par les collines du Bocage normand et par celles qui s’étendent sur un axe du Pays d'Auge au Perche.
Pour la période 1971-2000, la température annuelle moyenne est de 10,3 °C, avec  une amplitude thermique annuelle de 14,3 °C. Le cumul annuel moyen de précipitations est de 695 mm, avec 11,5 jours de précipitations en janvier et 8,2 jours en juillet. Pour la période 1991-2020, la température moyenne annuelle observée sur la station météorologique la plus proche, située sur la commune de Breteuil à 19 km à vol d'oiseau, est de 11,1 °C et le cumul annuel moyen de précipitations est de 698,2 mm,. Pour l'avenir, les paramètres climatiques de la commune estimés pour 2050 selon différents scénarios d’émission de gaz à effet de serre sont consultables sur un site dédié publié par Météo-France en novembre 2022.

## Urbanisme

### Typologie
Au 1er janvier 2024, Tilleul-Dame-Agnès est catégorisée commune rurale à habitat dispersé, selon la nouvelle grille communale de densité à 7 niveaux définie par l'Insee en 2022.
Elle est située hors unité urbaine. Par ailleurs la commune fait partie de l'aire d'attraction d'Évreux, dont elle est une commune de la couronne,. Cette aire, qui regroupe 108 communes, est catégorisée dans les aires de 50 000 à moins de 200 000 habitants,.

### Occupation des sols
L'occupation des sols de la commune, telle qu'elle ressort de la base de données européenne d’occupation biophysique des sols Corine Land Cover (CLC), est marquée par l'importance des territoires agricoles (90,3 % en 2018), en diminution par rapport à 1990 (98,6 %). La répartition détaillée en 2018 est la suivante : 
terres arables (90,3 %), zones urbanisées (8,3 %), forêts (1,4 %). L'évolution de l’occupation des sols de la commune et de ses infrastructures peut être observée sur les différentes représentations cartographiques du territoire : la carte de Cassini (XVIIIe siècle), la carte d'état-major (1820-1866) et les cartes ou photos aériennes de l'IGN pour la période actuelle (1950 à aujourd'hui).

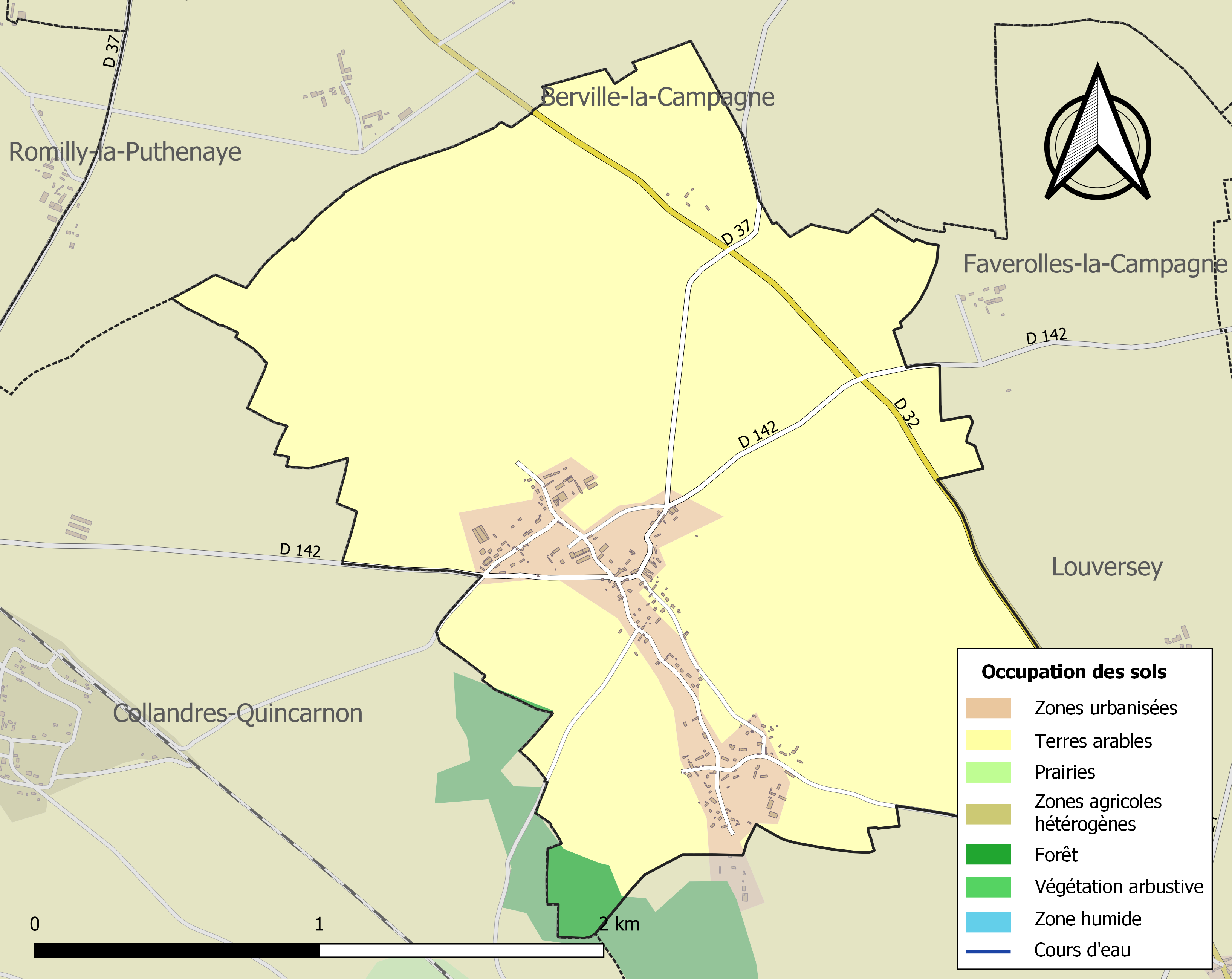
Carte des infrastructures et de l'occupation des sols de la commune en 2018 (CLC).

## Toponymie
Le nom de la localité est attesté sous les formes Thilleul Dame Agnès en 1793, Tilleul-Dame-Agnès en 1801.
Lieu qui se réfère au tilleul et à dame Agnès Sorel, demoiselle de Touraine, décédée en 1450 au manoir du Mesnil près de Jumièges (Seine-Maritime).
Tilleul-Dame-Agnès est le nom officiel de la commune, appelée localement Le Tilleul-Dame-Agnès.

## Politique et administration
| Période                                  | Période  | Identité            | Étiquette | Qualité  |
| ---------------------------------------- | -------- | ------------------- | --------- | -------- |
| Les données manquantes sont à compléter. |          |                     |           |          |
|                                          |          | Bourlier            |           |          |
|                                          |          | Guy Le Dolédec      |           |          |
|                                          |          | Damien Bourlier     |           |          |
| ?                                        | En cours | Jean-Claude Renoult | DVD       | Retraité |

## Démographie
En 2022, la commune du Tilleul-Dame-Agnès comptait 197 habitants. À partir du XXIe siècle, les recensements réels des communes de moins de 10 000 habitants ont lieu tous les cinq ans. Les autres chiffres sont des estimations.
| 1793 | 1800 | 1806 | 1821 | 1831 | 1836 | 1841 | 1846 | 1851 |
| ---- | ---- | ---- | ---- | ---- | ---- | ---- | ---- | ---- |
| 304  | 322  | 305  | 253  | 267  | 263  | 263  | 290  | 260  |

| 1856 | 1861 | 1866 | 1872 | 1876 | 1881 | 1886 | 1891 | 1896 |
| ---- | ---- | ---- | ---- | ---- | ---- | ---- | ---- | ---- |
| 259  | 243  | 242  | 211  | 213  | 192  | 182  | 174  | 177  |

| 1901 | 1906 | 1911 | 1921 | 1926 | 1931 | 1936 | 1946 | 1954 |
| ---- | ---- | ---- | ---- | ---- | ---- | ---- | ---- | ---- |
| 173  | 157  | 165  | 121  | 128  | 138  | 139  | 153  | 149  |

| 1962 | 1968 | 1975 | 1982 | 1990 | 1999 | 2006 | 2007 | 2012 |
| ---- | ---- | ---- | ---- | ---- | ---- | ---- | ---- | ---- |
| 163  | 144  | 146  | 135  | 155  | 174  | 213  | 218  | 198  |

| 2017 | 2022 | - | - | - | - | - | - | - |
| ---- | ---- | - | - | - | - | - | - | - |
| 195  | 197  | - | - | - | - | - | - | - |

## Culture locale et patrimoine

### Lieux et monuments
La commune de Tilleul-Dame-Agnès compte un édifice inscrit au titre des monuments historiques :
- l'église Saint-Martin (XVe et XVIIIe),  Inscrit MH (1961)[17]. La nef date du XVe siècle. Le chœur a été reconstruit au XVIIIe siècle sur d'anciennes fondations. Enfin, la sacristie est également du XVIIIe siècle.

Par ailleurs, plusieurs autres édifices sont inscrits à l'inventaire général du patrimoine culturel :
- l'ancien presbytère (XVIIe)[18] ;
- un manoir des XIIe, XVIe et XVIIIe siècles au lieu-dit la Bruyère[19]. La chapelle Saint-Laurent, qui est du XIIe siècle, est en ruine. Le logis date du XVIe siècle et les bâtiments agricoles, du XVIIIe siècle ;
- Une ferme du XVIIIe siècle au lieu-dit Chanteloup[20].

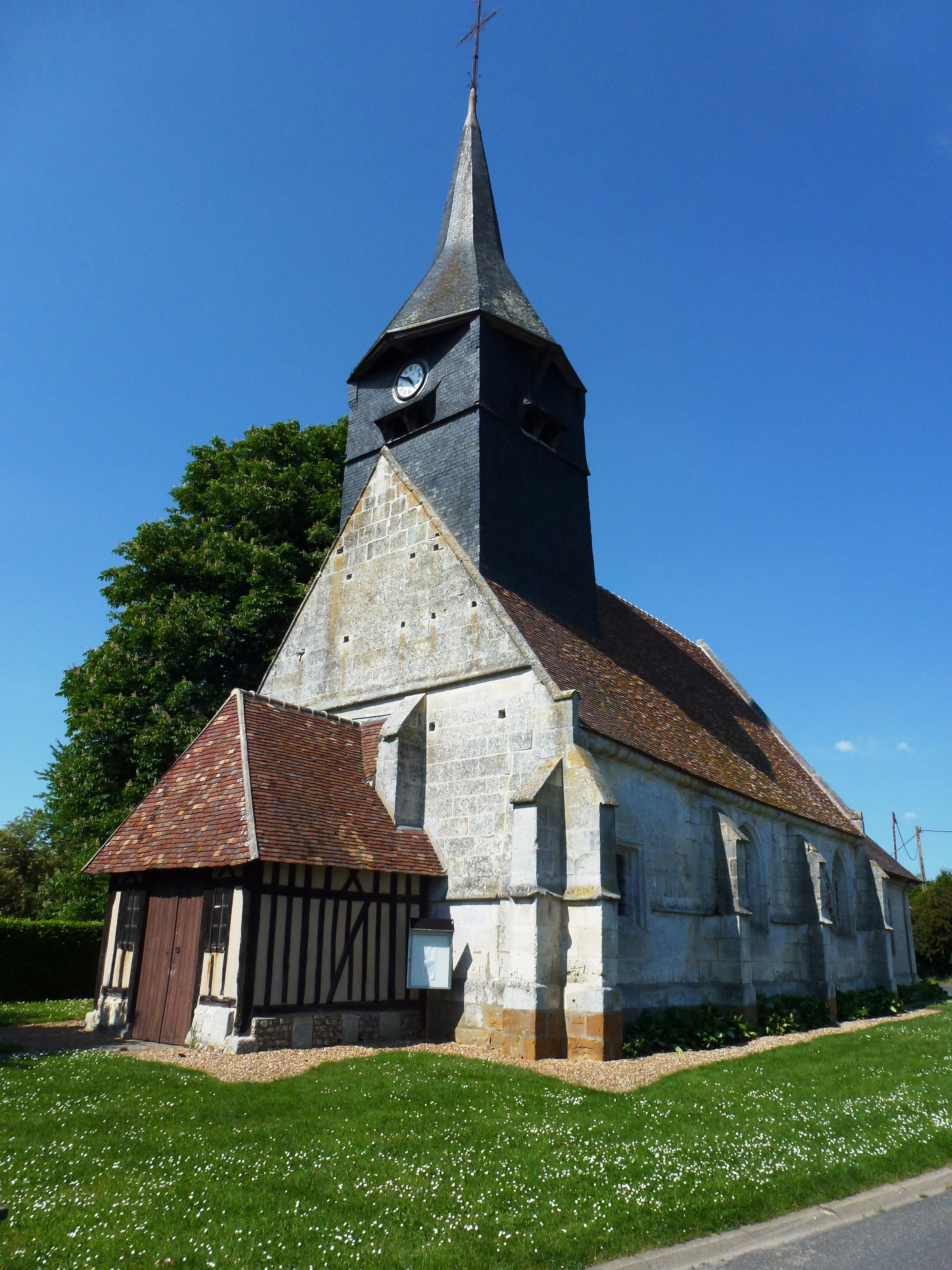
Église Saint-Martin.

### Tilleul-Dame-Agnès dans la littérature
Tilleul-Dame-Agnès est citée dans le poème d'Aragon, Le conscrit des cent villages, écrit comme acte de Résistance intellectuelle de manière clandestine au printemps 1943, pendant la Seconde Guerre mondiale.